# William Boog Leishman

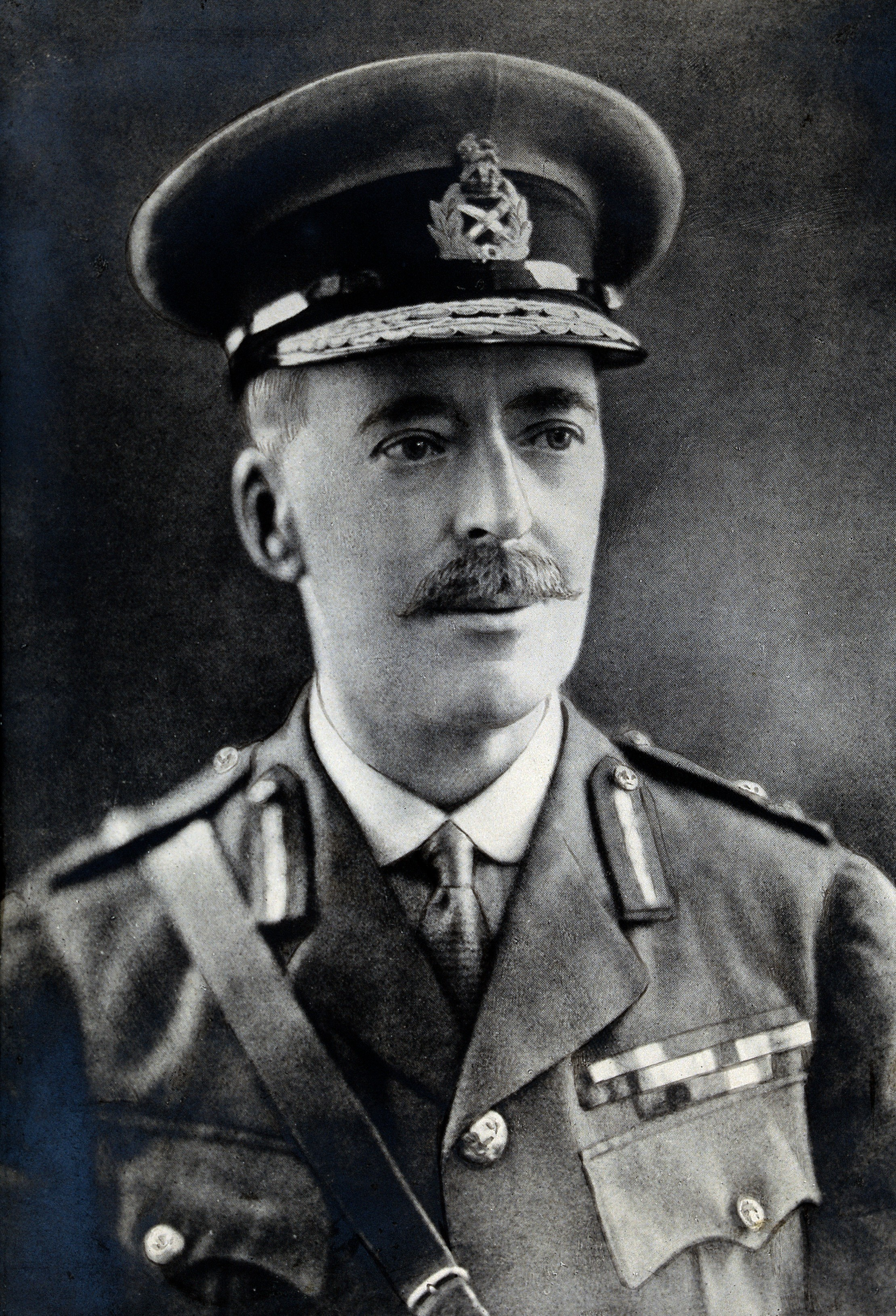
Sir William Boog Leishman

Sir William Boog Leishman (* 6. November 1865 in Glasgow; † 2. Juni 1926 ebenda) war ein schottischer Militärarzt, Tropenarzt und Pathologe. Er entdeckte um 1900 den Erreger des Kala-Azar-Fiebers.

## Leben
William Boog Leishman, Sohn des schottischen Gynäkologen William Leishman (1834–1894), besuchte die Westminster School in Glasgow und studierte anschließend an der Universität Glasgow. Nach dem Abschluss trat er in den Medizinischen Dienst der Armee ein. Er wurde in Indien eingesetzt. Seine Feuertaufe erhielt er bei einer Strafexpedition nach Waziristan. Ungewöhnlich für seine Zeit nahm er als Militärarzt ein Mikroskop mit ins Feld. Er untersuchte in Indien Typhus und die später nach ihm benannte Leishmaniose. Leishman kehrte 1897 nach Großbritannien zurück und wurde 1900 zum Assistenzprofessor für Pathologie an der Army Medical School in Netley ernannt.
Er forschte besonders auf dem Gebiet der Humanparasiten und entwickelte die nach ihm benannte Leishman-Färbung zum Nachweis von Malariaerregern und anderen Parasiten im Blut.
Mit Almroth Wright arbeitete er in Netley über Typhusimpfstoffe für die Armee. Es waren vor allem diese Arbeiten und nicht die über Leishmaniose, die in seinen Nachrufen gewürdigt wurden.
Gleichzeitig mit Charles Donovan (1863–1951) beschrieb er 1901 Leishmania donovani (den Namen schlug Ronald Ross vor), den nach beiden benannten Erreger der Leishmaniose, und veröffentlichte die Ergebnisse 1903. Zuvor hatte bereits im Jahr 1898 der russische Militärarzt Peter Borowski den Erreger der Orientbeule („Leishmania tropicalis“) entdeckt. Die Entdeckung des Erregers gelang durch eine neue, von Leishman eingeführte Färbung, die auch nach ihm benannt wurde und eine Färbung von Romanowsky weiterentwickelte.
In Anerkennung seiner Verdienste wurde er am 22. Juli 1909 zum Knight Bachelor, am 3. Juni 1918 zum Knight Commander des Order of St Michael and St George und am 1. Januar 1924 zum Knight Commander des Order of the Bath geschlagen.
Leishman war Mitglied und langjähriger Präsident der Royal Society of Tropical Medicine and Hygiene. Leishmans Name bekam durch Ronald Ross einen Platz in der Geschichte der Parasitologie, der die von Leishman identifizierten Erreger „Leishmania“ genannt hatte.
Er ist einer der 23 ursprünglichen Namen auf dem Fries der London School of Hygiene and Tropical Medicine, die Personen aufführen, die sich um öffentliche Gesundheit und Tropenmedizin verdient gemacht haben.

## Schriften
- On the possibility of the occurence of trypanosomiasis in India. In: British Medical Journal. Band 2, 1903, S. 1376.[2]
- Critical review of Kala-Azar and tropical score. In: Journal of the Royal Army Medical Corps. Band 17, 1911, S. 567–580, und Band 18, 1912, S. 125–137.